# WWE NXT (reality)
NXT è stato un reality show statunitense prodotto dalla federazione di wrestling della World Wrestling Entertainment tra il 2010 e il 2012.
Il programma si prefiggeva l'obiettivo di selezionare i giovani talenti provenienti dalla Florida Championship Wrestling, all'epoca territorio di sviluppo della WWE, in un concorso in cui il vincitore avrebbe avuto l'opportunità di entrare a far parte della federazione di Stamford.

## Storia
La notizia del lancio di un nuovo programma televisivo della World Wrestling Entertainment, intitolato NXT, venne data dal proprietario della federazione, Vince McMahon, durante la puntata di Raw del 1º febbraio 2010; NXT prese il posto di ECW. La prima puntata del programma ebbe luogo il 23 febbraio, mentre l'11 maggio seguente avvennero le prime eliminazioni (Michael Tarver, Daniel Bryan e Skip Sheffield). Il 1º giugno Wade Barrett venne eletto vincitore davanti a David Otunga e Justin Gabriel.
Nella seconda stagione vennero introdotte alcune novità, tra cui la durata del programma, diminuita da quindici a tredici settimane, e la possibilità di votare da parte del pubblico.
La terza stagione vide la partecipazione di sole wrestler femminili, mentre la quinta di sei atleti eliminati dalle stagioni precedenti.

## Regolamento
Ogni concorrente poteva contare sull'aiuto di un tutor, un wrestler professionista proveniente da Raw o SmackDown, i due roster principali della World Wrestling Entertainment. Nella prima stagione le eliminazioni avvenivano tramite il voto dei tutor, mentre a partire dalla seconda era possibile votare anche da parte del pubblico.

## Stagioni
Legenda:
     — Vincitore
     — Eliminato
     — In gara
     — Non in gara

### Prima stagione
La prima stagione di NXT si svolse tra il 23 febbraio e il 1º giugno 2010 sull'emittente SyFy.
| #  | Concorrente    | 6ª settimana (30 marzo 2010) | 12ª settimana (11 maggio 2010) | 13ª settimana (18 maggio 2010) | 14ª settimana (25 maggio 2010) | 15ª settimana (1º giugno 2010) |
| -- | -------------- | ---------------------------- | ------------------------------ | ------------------------------ | ------------------------------ | ------------------------------ |
| 1° | Wade Barrett   | Salvo                        | Salvo                          | Salvo                          | Salvo                          | Vincitore                      |
| 2° | David Otunga   | Salvo                        | Salvo                          | Salvo                          | Salvo                          | Eliminato                      |
| 3° | Justin Gabriel | Salvo                        | Salvo                          | Salvo                          | Salvo                          | Eliminato                      |
| 4° | Heath Slater   | Salvo                        | Salvo                          | Salvo                          | Eliminato                      |                                |
| 5° | Darren Young   | Salvo                        | Salvo                          | Eliminato                      |                                |                                |
| 6° | Skip Sheffield | Salvo                        | Eliminato                      |                                |                                |                                |
| 7° | Daniel Bryan   | Salvo                        | Eliminato                      |                                |                                |                                |
| 8° | Michael Tarver | Salvo                        | Eliminato                      |                                |                                |                                |

### Seconda stagione
La seconda stagione di NXT si svolse tra l'8 giugno e il 31 agosto 2010 sull'emittente SyFy.
| #  | Concorrente          | 4ª settimana (29 giugno 2010) | 8ª settimana (27 luglio 2010) | 10ª settimana (10 agosto 2010) | 11ª settimana (17 agosto 2010) | 13ª settimana (31 agosto 2010) |
| -- | -------------------- | ----------------------------- | ----------------------------- | ------------------------------ | ------------------------------ | ------------------------------ |
| 1° | Kaval                | Salvo                         | Salvo                         | Salvo                          | Salvo                          | Vincitore                      |
| 2° | Michael McGillicutty | Salvo                         | Salvo                         | Salvo                          | Salvo                          | Eliminato                      |
| 3° | Alex Riley           | Salvo                         | Salvo                         | Salvo                          | Salvo                          | Eliminato                      |
| 4° | Husky Harris         | Salvo                         | Salvo                         | Salvo                          | Eliminato                      |                                |
| 5° | Percy Watson         | Salvo                         | Salvo                         | Salvo                          | Eliminato                      |                                |
| 6° | Lucky Cannon         | Salvo                         | Salvo                         | Eliminato                      |                                |                                |
| 7° | Eli Cottonwood       | Salvo                         | Eliminato                     |                                |                                |                                |
| 8° | Titus O'Neil         | Eliminato                     |                               |                                |                                |                                |

### Terza stagione
La terza stagione di NXT si svolse tra il 7 settembre e il 30 novembre 2010 sull'emittente SyFy.
| #  | Concorrente | 5ª settimana (5 ottobre 2010) | 9ª settimana (2 novembre 2010) | 11ª settimana (16 novembre 2010) | 12ª settimana (23 novembre 2010) | 13ª settimana (30 novembre 2010) |
| -- | ----------- | ----------------------------- | ------------------------------ | -------------------------------- | -------------------------------- | -------------------------------- |
| 1ª | Kaitlyn     | Salva                         | Salva                          | Salva                            | Salva                            | Vincitrice                       |
| 2ª | Naomi       | Salva                         | Salva                          | Salva                            | Salva                            | Eliminata                        |
| 3ª | AJ Lee      | Salva                         | Salva                          | Salva                            | Eliminata                        |                                  |
| 4ª | Aksana      | Salva                         | Salva                          | Eliminata                        |                                  |                                  |
| 5ª | Maxine      | Salva                         | Eliminata                      |                                  |                                  |                                  |
| 6ª | Jamie       | Eliminata                     |                                |                                  |                                  |                                  |

### Quarta stagione
La quarta stagione di NXT si svolse tra il 7 dicembre 2010 e il 1º marzo 2011 sul sito WWE.com.
| #  | Concorrente     | 5ª settimana (4 gennaio 2011) | 7ª settimana (18 gennaio 2011) | 10ª settimana (8 febbraio 2011) | 12ª settimana (22 febbraio 2011) | 13ª settimana (1º marzo 2011) |
| -- | --------------- | ----------------------------- | ------------------------------ | ------------------------------- | -------------------------------- | ----------------------------- |
| 1° | Johnny Curtis   | Salvo                         | Salvo                          | Salvo                           | Salvo                            | Vincitore                     |
| 2° | Brodus Clay     | Salvo                         | Salvo                          | Salvo                           | Salvo                            | Eliminato                     |
| 3° | Derrick Bateman | Salvo                         | Salvo                          | Salvo                           | Eliminato                        |                               |
| 4° | Byron Saxton    | Salvo                         | Salvo                          | Eliminato                       |                                  |                               |
| 5° | Conor O'Brian   | Salvo                         | Eliminato                      |                                 |                                  |                               |
| 6° | Jacob Novak     | Eliminato                     |                                |                                 |                                  |                               |

### Quinta stagione
La quinta stagione di NXT iniziò l'8 marzo 2011 sul sito WWE.com ma non fu mai conclusa. A partire dal 20 giugno 2012 NXT divenne il territorio di sviluppo della World Wrestling Entertainment.
| #    | Concorrente   | 11ª settimana (17 maggio 2011) | 13ª settimana (31 maggio 2011) | 15ª settimana (14 giugno 2011) | 17ª settimana (28 giugno 2011) | 67ª settimana (13 giugno 2012) |
| ---- | ------------- | ------------------------------ | ------------------------------ | ------------------------------ | ------------------------------ | ------------------------------ |
| N.C. | Darren Young  | Salvo                          | Salvo                          | Salvo                          | Salvo                          | Mai eliminato                  |
| N.C. | Titus O'Neil  | Salvo                          | Salvo                          | Salvo                          | Salvo                          | Mai eliminato                  |
| 3°   | Conor O'Brian | Salvo                          | Salvo                          | Salvo                          | Eliminato                      |                                |
| 4°   | Lucky Cannon  | Salvo                          | Salvo                          | Eliminato                      |                                |                                |
| 5°   | Byron Saxton  | Salvo                          | Eliminato                      |                                |                                |                                |
| 6°   | Jacob Novak   | Eliminato                      |                                |                                |                                |                                |

## Albo d'oro
| Stagione | Prima TV         | Prima TV         | Piattaforma | Vincitore     |
| Stagione | Prima puntata    | Ultima puntata   | Piattaforma | Vincitore     |
| -------- | ---------------- | ---------------- | ----------- | ------------- |
| 1ª       | 23 febbraio 2010 | 1º giugno 2010   | SyFy        | Wade Barrett  |
| 2ª       | 8 giugno 2010    | 31 agosto 2010   | SyFy        | Kaval         |
| 3ª       | 7 settembre 2010 | 30 novembre 2010 | SyFy        | Kaitlyn       |
| 4ª       | 7 dicembre 2010  | 1º marzo 2011    | WWE.com     | Johnny Curtis |
| 5ª       | 8 marzo 2011     | —                | WWE.com     | —             |

## Personale

### Presentatori
| Nome           | Inizio mandato   | Fine mandato    |
| -------------- | ---------------- | --------------- |
| Matt Striker   | 23 febbraio 2010 | 15 giugno 2010  |
| Ashley Valence | 22 giugno 2010   | 31 agosto 2010  |
| Matt Striker   | 7 settembre 2010 | 1º marzo 2011   |
| Maryse         | 8 marzo 2011     | 28 ottobre 2011 |
| Matt Striker   | 4 novembre 2011  | 13 giugno 2012  |

### Commentatori
| Nomi                       | Inizio mandato   | Fine mandato     |
| -------------------------- | ---------------- | ---------------- |
| Josh Mathews Michael Cole  | 23 febbraio 2010 | 30 novembre 2010 |
| Josh Mathews Todd Grisham  | 7 dicembre 2010  | 1º marzo 2011    |
| Todd Grisham William Regal | 26 aprile 2011   | 23 agosto 2011   |
| Jack Korpela William Regal | 6 settembre 2011 | 28 dicembre 2011 |
| Josh Mathews William Regal | 4 gennaio 2012   | 13 giugno 2012   |

### Annunciatori
| Nome           | Inizio mandato   | Fine mandato     |
| -------------- | ---------------- | ---------------- |
| Savannah       | 23 febbraio 2010 | 1º giugno 2010   |
| Jamie Keyes    | 8 giugno 2010    | 24 agosto 2010   |
| Tony Chimel    | 31 agosto 2010   | 30 novembre 2010 |
| Justin Roberts | 7 dicembre 2010  | 15 marzo 2011    |
| Tony Chimel    | 22 marzo 2011    | 13 giugno 2012   |

## Programmazione internazionale
| Paese/i | Canale                       | Note                           |
| --- | ---------------------------- | ------------------------------ |
| Algeria Egitto Qatar | OSN                          | [ 1 ] [ 2 ] [ 3 ]              |
| Argentina Barbados Bolivia Brasile Cile Colombia Costa Rica Curaçao Ecuador El Salvador Guatemala Guyana Honduras Nicaragua Panama Paraguay Perù Repubblica Dominicana Uruguay Venezuela | Fox Sports Latinoamérica     | [ 4 ]                          |
| Australia | Fox8                         | [ 5 ]                          |
| Austria Germania Liechtenstein Lussemburgo Svizzera | ProSieben Fun                | [ 6 ] [ 7 ] [ 8 ] [ 9 ] [ 10 ] |
| Bangladesh India Pakistan | TEN Sports                   | [ 11 ] [ 12 ] [ 13 ]           |
| Cambogia | Cambodian Television Network | [ 14 ]                         |
| Filippine | Fox Channel Asia             | [ 15 ]                         |
| Francia | Action                       | [ 16 ]                         |
| Giappone | J Sports 1                   | [ 17 ]                         |
| Italia | Sky Sport 2                  | [ 18 ]                         |
| Malaysia | Astro SuperSport             | [ 19 ]                         |
| Messico | Viva Sports                  | [ 20 ]                         |
| Polonia | Extreme Sports Channel       | [ 21 ]                         |
| Portogallo | SportTV 3                    | [ 22 ]                         |
| Sudafrica | e.tv                         | [ 23 ]                         |
| Taiwan | Videoland Max-TV             | [ 24 ]                         |